# منطقة شهميرزاد
منطقة شهميرزاد (بالفارسية: بخش شهمیرزاد) هي منطقة في مقاطعة مهدي شهر، محافظة سمنان، إيران. المنطقة بها مدينة واحدة: شهميرزاد.